# Ультраправые во Франции
Ультраправые во Франции (фр. L’extrême droite en France) ― общее название для различных движений и организаций крайне правого толка во Франции.
Хотя рождение радикально правых идеологий и политических практик можно проследить ко времени Великой французской революции, особенно сильный толчок к развитию во французском обществе они получили во времена Третьей республики, история которой отмечена распространением идей реваншизма и буланжизма в связи с поражением во Франко-прусской войне, а также ростом антисемитских настроений, особенно в ходе дела Дрейфуса.
Можно условно сказать, что фундаментально современные французские правые радикалы вышли из 1889 года, кода произошли два не связанных друг с другом события: во-первых, во Втором интернационале выделилась группа представителей, ориентированных в первую очередь не на классовые, а на национальные интересы. Во-вторых, в этот год прошла кульминация «дела Буланже». Генерал Жорж Буланже был крупной фигурой своего времени среди националистов и монархистов и находился в ярой оппозиции к правительству умеренных республиканцев, однако из-за интриг властей тогда был вынужден бежать из страны.
Ещё одним из водоразделов французского общества в те годы стало дело Дрейфуса. Национализм, который до Дрейфуса считался идеологией левых и республиканцев, после него обрёл признание со стороны правых и, в ещё большей степени, среди крайне правых. Таким образом, появилось новое течение правых, национализм которого был в большей степени этническим и в меньшей ― гражданским. Этот национализм был смешан с антисемитизмом, ксенофобией, а также враждебным отношением к протестантизму и масонству.
Одной из влиятельнейших националистических и монархических организаций первой половины XX века было «Французское действие» (Action française, AF), первоначально основанное как объединение различных правых контрреволюционеров; сообщество продолжает существовать и поныне. Особенно активна оно была в межвоенный период, когда сотрудничало с молодёжной организацией «Королевские молодчики» (Camelots du Roi). Крайне правые лиги совместно организовали множество крупных беспорядков на протяжении 1930-х годов.
В 1961 году в Мадриде была образована Секретная вооружённая организация (Organisation armée secrète, OAS). Во главе её были французские военные, которые выступали против независимости Алжира и которые предприняли попытку вооружённого переворота. В 1972 году вышедший из среды пужадистов Жан-Мари Ле Пен основал партию Национальный фронт (Front national, FN); на парламентских выборах 1986 года ей удалось получить 35 мест, набрав 10% голосов.
Марк Фредериксен, политический активист и выходец из французского Алжира создал в апреле 1966 года неонацистскую группу «Федерация национального и европейского действия» (Fédération d'action nationaliste et européenne, FANE). В 1978 году неонацисты из GNR-FANE порвали с FN. В течение 1980-х Национальному фронту удалось собрать под руководством Жана-Мари Ле Пена большинство симпатий конкурирующих ультраправых течений Франции после череды расколов и союзов с второстепенными партиями 1970-х годов.

## Третья республика (1871–1914)
Рождение современных французских ультраправых пришлось на 1889 год, когда в стране произошло два события.
В этот год в Париже состоялась конференция, на которой было объявлено о создании Второго Социалистического интернационала. Доктрина ортодоксального марксизма требовала от социалистов верности международному рабочему классу, а не своей нации, что ставило депутатов из числа социалистов-патриотов перед выбором между интересами своей нации и рабочей солидарностью. Многие депутаты предпочли ставить прежде всего интересы своей нации, вступив тем самым в конфликт со своими бывшими товарищами. Те, кто встал на патриотические позиции и сохранил традиционную для крайне левых стратегию террора, составили наибольшую часть основы правых радикалов и с тех пор начали применять насилие по отношению к своим бывшим товарищам. Многие из этих персон стали антисемитами; антисемитизм же вообще на многие десятилетия стал визитной карточкой ультраправых. В правый лагерь, помимо прочих, перешли социалист Мориса Барреса, коммунары маркиз Анри де Рошфор-Люсе и Гюстава Поль Клюзере, а также бланкисты Шарль Бернар и Антуан Журд.

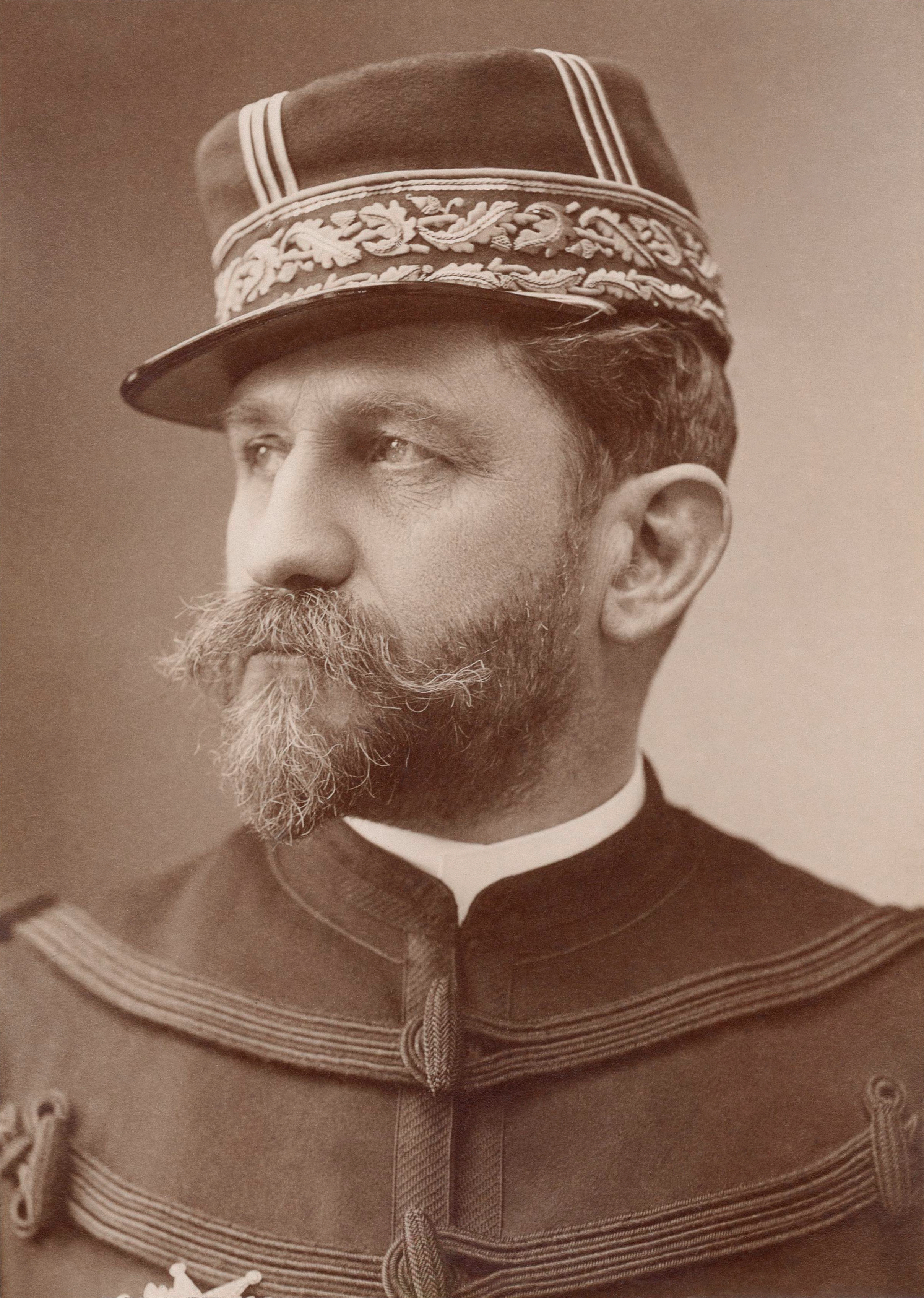
Жорж Эрнест Буланже (1837―1891)

Вторым событием 1889 года стало кульминация «дела Буланже». Военный министр генерал Буланже заручился поддержкой многих социалистов, отдав приказ снисходительно относиться к забастовщикам, когда армия получила приказ разгонять забастовки. Он также бряцал оружием перед Германией, что приводило в восторг французских патриотов, намеревавшихся отомстить за поражение во Франко-прусской войне. Однако его воинственный настрой испугал прочих членов правительства и в итоге он был отрешён с поста министра. Когда его сторонники развернули кампанию по избранию его в Палату депутатов, правительство уволило его из армии. Однако его сторонникам всё-таки добиться избрания его в Палату, где он получил поддержку как со стороны консерваторов, которые ненавидели республиканце, так и со стороны социалистов, которые желали преобразовать текущую республиканскую форму правления. Это объединение левых и правых, сплотившихся против центра, стало своего рода фундаментом будущего правого радикализма. Беспорядки в Париже, произошедшие в день выборов 1889 года побудили правительство выдвинуть против Буланже обвинения в уголовном преступлении, чтобы убрать его с политической арены. Однако место того, чтобы разгромить в суде сфабрикованные против него обвинениями, Буланже бежал в Бельгию. Его сторонники, «буланжисты», впоследствии взрастили в себе сильную неприязнь к Республике и воссоединились во время разбирательства дела Дрейфуса, чтобы снова выступить против Республики и «поддержать армию».

### Дело Дрейфуса и основание Аксьон Франсез

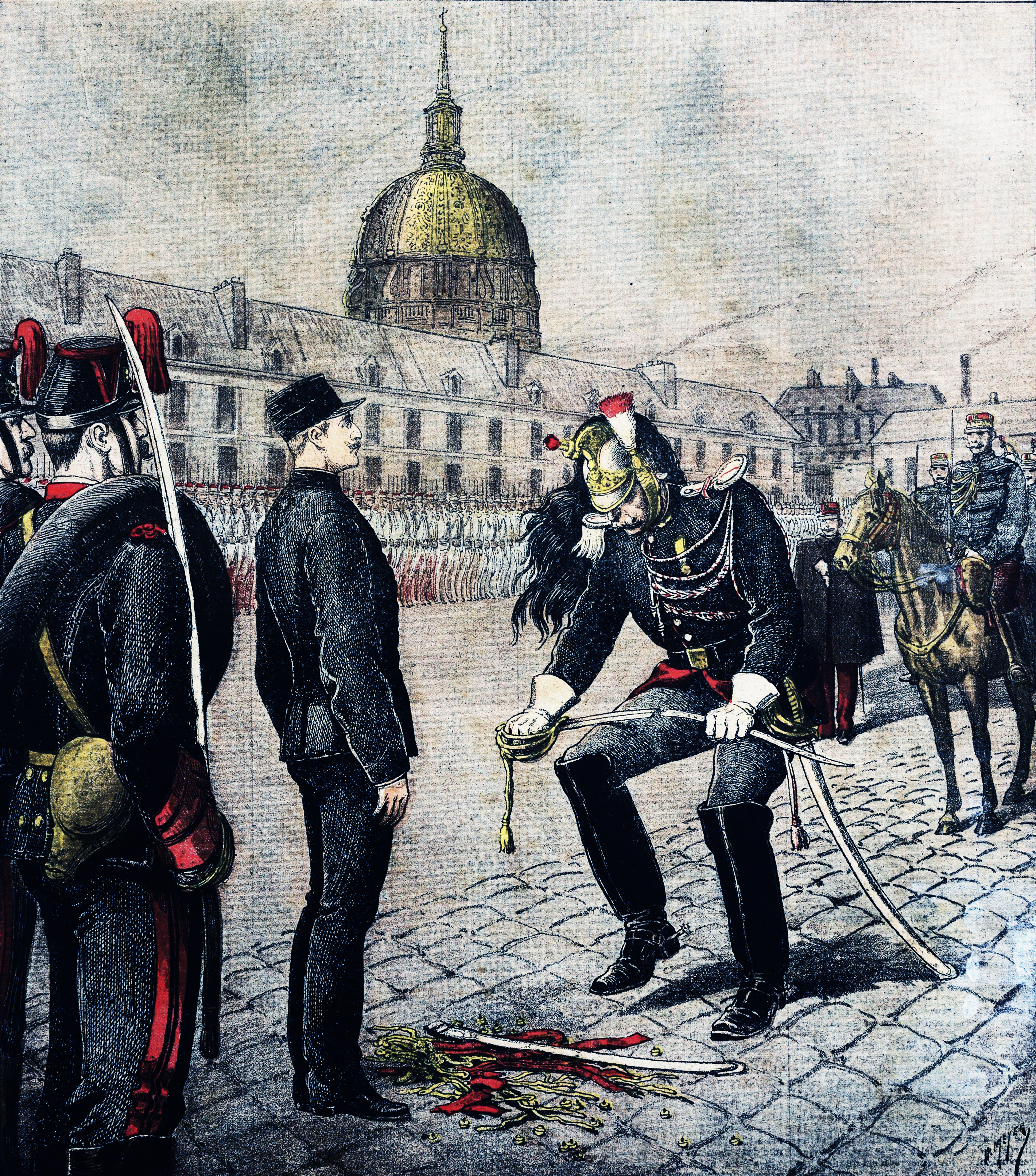
Церемония лишения воинского звания Альфреда Дрейфуса, 1895 год

В 1894 году французский офицер еврейского происхождения Альфред Дрейфус был арестован по обвинению в государственной измене и шпионажу в пользу Германской империи. Дело Дрейфуса стало одной из линий политического раскола во Франции. Национализм, который до дела Дрейфуса был идеологией левых и республиканцев, после него стал идейной основой правых и, в ещё большей степени, крайне правых.
Эмиль Золя вышел на политическую сцену со своим знаменитым открытым письмом «Я обвиняю…!». Золя поддержали другие писатели, художники и учёные, подписавшие «Манифест интеллектуалов» (сам манифест значительно поспособствовал популяризацию термина «интеллектуал»). Между левыми и правыми разгорелся нешуточный спор по вопросам милитаризма, национализма, системы правосудия и прав человека. До Дрейфуса национализм был левой республиканской идеологией, которая родилась во времена Великой Французской революции и Французских революционных войн. Изначально этот национализм был либеральным:  одну из наиболее точных характеристик ему дал французский публицист Эрнест Ренан, который определял нацию как «ежедневный плебисцит»; в его понимании, нация формировалась субъективной «волей к совместной жизни». Национализм был тесно связан с реваншизмом ― желанием отомстить Германии и вернуть Франции контроль над Эльзасом и Лотарингией. Иногда он мог противопоставляться империализму: например, в 1880-х годах ряд крупных политических деятелей Третьей республики выступали против «колониального лобби». Среди противников колониальной экспансии был радикал Жорж Клемансо, который заявлял, что колониализм отвлёк Францию от «голубой линии Вогезов» (имею в виду Эльзас-Лотарингию). С ним соглашались социалист Жан Жореса и националист Морис Баррес. Напротив, колониальную политику поддерживали умеренный республиканец Жюль Ферри, республиканец Леон Гамбетта и Эжен Этьена, председатель колониальной группы в парламенте.
Однако в разгар дела Дрейфуса на политической арене Франции появилось новое поколение правых. Их национализм был уже не либеральным, а этническим. Ему сопутствовал антисемитизм, ксенофобия, а также враждебное отношение к протестантизму и масонству. Шарль Моррас (1868―1952), идейный основатель «интегрализма» (или «интегрального национализма»), был автором весьма характерного термина «антифранция»: он употреблял его, чтобы клеймить так называемых «внутренних иностранцев», под которыми понимал четыре союзных друг другу групп населения ― протестантов, евреев, масонов и иностранцев (по отношению к последним он употреблял менее политкорректный термин метеки). Моррас присоединится к монархической организации Аксьон Франсез (Французское действие), которая была основана Морисом Пюжо и Анри Вожуа в 1898 году. Моррас, который сам был агностиком, стал во главе возрождающегося монархизма и католичества. Он прагматично относился к религии как к идеологии, которая была полезна для объединения нации. Большинство французских католиков тогда были консерваторами: примерно такое же положение дел сохраняется и поныне. С другой стороны, большинство протестантов, евреев и атеистов принадлежали к левым. Республиканцы считали, что только насаждаемый государством секуляризм может мирно связать воедино различные религиозные и философские воззрения в обществе и избежать повторения религиозных распрей. Кроме того, католические священники рассматривались республиканцами как основная реакционная сила, поэтому среди левых антиклерикализм стал обычным явлением. Законы Жюля Ферри о государственном образовании стали первым шагом Третьей республики в искоренении влияния духовенства: в 1905 году к ним добавился и Закон о разделении церквей и государства.
Аксьон Франсез была образована вокруг одноимённого журнала. Движение было своего рода матрицей для нового поколения контрреволюционно настроенных правых, оно продолжает существовать и сегодня. АФ была особо влиятельна в 1930-х годах, не в последнюю очередь благодаря активности своей молодежной организации «Королевские молодчики», основанной в 1908 году. Её члены принимали участие во многочисленных уличных акциях, в том числе ввязываясь в драки. В «Королевские молодчики» входили такие известные общественные деятели, как католический писатель Жорж Бернанос и Жан де Барро (член руководящего комитета Национальной федерации и специальный секретарь герцога Орлеанского (1869–1926), сына графа Парижского (1838–1894), претендента на трон Франции). Многие члены террористической группы Секретной вооружённой организации (Organisation de l'armée secrète, OAS) во время алжирской войны (1954―1962) были монархистами. Жан Оссе, личный секретарь Морраса, основал католическую фундаменталистскую организацию «Католический город» (Cité catholique), в которую вошли члены ОАС, и основал её филиал в Аргентине в 1960-х годах.
Помимо AФ, во время дела Дрейфуса было создано несколько ультраправых лиг. В основном разделяя антисемитизм, они также представляли новые идейные тенденции правых: антипарламентаризм, милитаризм, национализм. Все они часто принимали участие в уличных потасовках. Французский националист поэт Поль Дерулед создал в 1882 году антисемитскую Лигу патриотов (Ligue des patriotes), которая активно пропагандировала реванш за поражение во время Франко-прусской войны. Вместе с Жюлем Гереном в 1889 году журналист Эдуард Дрюмон создал Антисемитскую лигу Франции (Ligue antisémitique de France). В начале XX века Лига была переименована в «Великий запад Франции» (Grand Occident de France), как бы в пику широко известной масонской ложи «Великий восток Франции» (Grand Orient de France).

## Межвоенный период
В межвоенный период Аксьон Франсез и её молодежное крыло были особенно активны в Париже. Помимо АФ, в те годы были основаны различные ультраправые лиги, которые выступали против обоих картелей левых ― двух коалиционных правительств с участием представителей левых политических партий. В 1924 Пьер Теттенже основал организацию «Юные патриоты» (Jeunesses Patriotes), который в идейном отношении имел консервативную и авторитарную направленность, но одновременно обращался к фашистской эстетике. В следующем году Жорж Валуа создал движение «Фэсо» (Le Faisceau); сам Валу находился под большим впечатление от Бенито Муссолини и итальянского фашизма. В 1933 году, когда Адольф Гитлер пришел к власти в Германии, парфюмер Франсуа Коти основал националистическую и фашистскую «Французскую солидарность» (Solidarité française), а Марсель Бюкар стал во главе Франситской партии (Mouvement Franciste), которую финансировал Муссолини. Ещё одной крупной ультраправой лигой были «Огненные кресты» (Croix de Feu) Франсуа де ля Рока, на базе которой позднее была основана национал-консервативная Французская социальная партия (Parti Social Français, PSF), которая стала первой массовой партией французских правых. Примечательно, что во Франции Муссолини был гораздо более популярен в правых кругах, чем Гитлер, в основном по причине негативной реакции многих французских консерваторов на репрессии Гитлера против немецких консерваторов-диссидентов и католиков в 1933 и 1934 годах.
Правые в те годы группировались и за пределами лиг. Тогда же, к примеру, появилась группа неосоциалистов (Марсель Деа, Пьер Ренодель и др.), которые были исключена в ноябре 1933 года из Французской секции Рабочего интернационала (Section Française de l'Internationale Ouvrière — SFIO) из-за их ревизионистских позиций и симпатий к фашизму. Деа стал одним из самых ярых коллаборационистов во время Второй мировой войны.
Ещё одной крупной фигурой среди французских правых межвоенного периода был Жак Дорио. Он был исключён Коммунистической партии Франции после того, как предложил создать народный фронт с другими, более умеренными левыми партиями ― эта идея среди руководства компартии и Интернационала считалась «социал-фашизмом» и «ересью». Озлобленный на своих бывших товарищей, Дорио постепенно перешёл в ряды своих прежних оппонентов, и в конечном итоге открыто осудил коммунистическую идеологию. Он основал Французскую народную партию (Parti Populaire Francais, PPF). Среди других важных фигур политической жизни 1930-х годов стоит отметить Ксавье Валла, который стал генеральным комиссаром по еврейским делам при режиме Виши, а также представителей террористической группы кагуляров, среди которых были Эжен Делонкль, Эжен Шюлле ― основатель косметической фирмы L'Oréal, Жак Коррез, Эме-Жозеф Дарнан ― основатель Легионерской службы порядке при режиме Виши. Чтобы получить оружие из фашистской Италии, 9 июня 1937 года кагуляры по согласованию с итальянскими властями убили двух итальянских антифашистов, братьев Росселли. Кагуляры также занимались саботажем поставок самолётов, тайно передаваемых французским правительством испанским республиканцам. Кроме этого, в 1937 году они предприняли попытку вооружённого мятежа против правительства Народного фронта, в результате которого члены группы были арестованы по приказу министра внутренних дел Маркса Дормуа. В ходе обысков полиция конфисковала взрывчатые вещества и оружие, в том числе противотанковые ружья.
6 февраля 1934 года крайне правые лиги организовали крупные беспорядки. Однако группы плохо скоординировали свои действия и беспорядки были подавлены полицией и военными. Левые партии сплотились перед страхом очередного возмущения и прихода к власти фашистов, поэтому в 1936 году они сформировали Народный фронт и распустили лиги. Однако правые лиги быстро реорганизовались в политические партии и продолжили громкие атаки на левых.

## Четвёртая республика и Алжирская война
В 1961 году в Мадриде была образована террористическая Секретная вооружённая организация (ОАС). Её членами были офицеры французской армии, выступавшие против предоставления Алжиру независимости. Многие из них после разгрома ОАС присоединились к другим антикоммунистическим движениям по всему миру. Некоторые, например, влились в состав фундаменталистской группы «Католический город» и отправились в Аргентину, где поддерживали контакты с аргентинскими вооружёнными силами. Жан-Пьер Шери, бывший член ОАС, принимал участие в акции на горе Монтехурре в 1976 году, направленной против левых карлистов. Он же был боевиком испанского эскадрона смерти GAL и в 1978 году поучаствовал в убийстве баскского националиста Аргалы, одного из лидеров сепаратисткой и террористической организации ЭТА, который в 1973 году убил премьер-министра франкистской Испании Луиса Карреро Бланко.
Одним из крупнейших ультраправых политиков Франции того периода была Жан-Луи Тиксье-Виньянкур, который баллотировался на пост президента в 1965 году. Его избирательную кампанию организовал Жан-Мари Ле Пен, который впоследствии и сам стал крупной политической фигурой. Президент Франции Шарль де Голль о Тиксье-Виньянкуре, своём непримиримом оппоненте, говорил следующее: «Тиксье-Виньянкур ― это Виши, это нераскаявшийся коллаборационист, это Милиция, это ОАС».

## Пятая республика

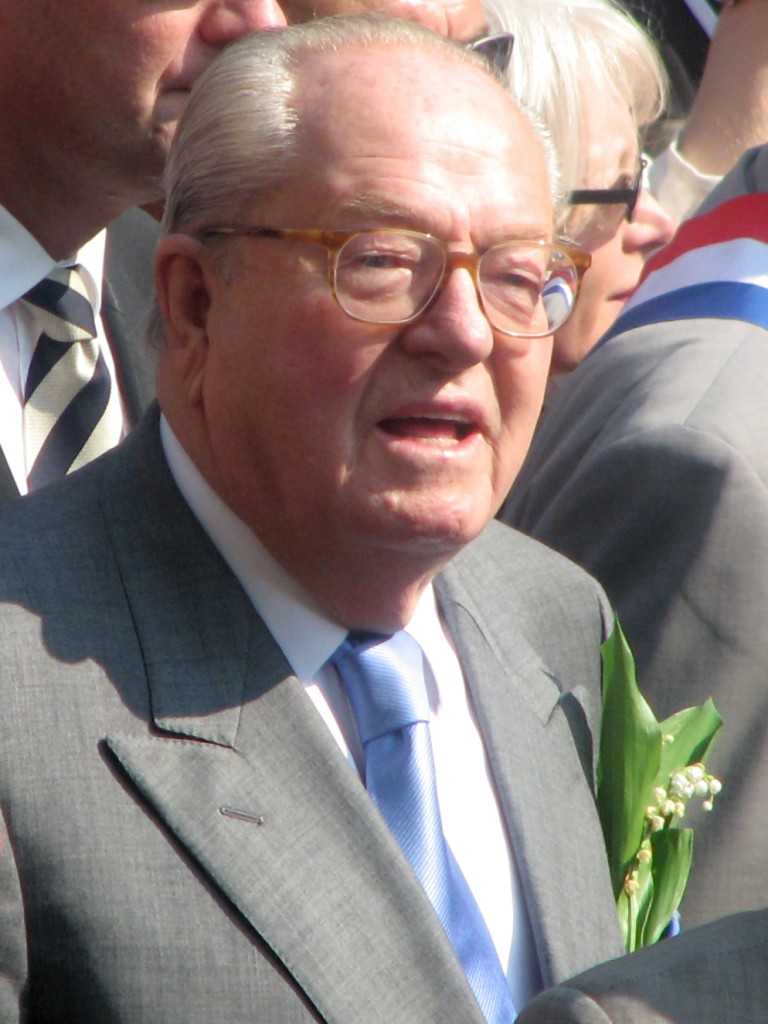
Жан-Мари Ле Пен, основатель партии «Национальный фронт» и её руководитель до 2011 года

С 1964 года действовало ультраправое движение Occident («Запад»). В 1972 году Жан-Мари Ле Пен основал партию «Национальный фронт» (Front National, FN,с 2018 года известна как Rassemblement national). Его ближайшими соратниками были члены «Запада» Жак Бомпар и Франсуа Дюпра (автор ряда сочинений, направленных на отрицание Холокоста), коллаборационист Ролан Гоше. К партии присоединились многие ностальгирующие по временам режима Виши, а также католические фундаменталисты. Ле Пен впервые принял участие в президентских выборах в 1974 году, но получил лишь 0,74% голосов. Электоральная популярность FN началась только после победы Жан-Пьера Штирбуа в 1983 году в Дрё. Партия завоёвывала всё большее влияние на протяжении 1980-х. Ей удалось объединить большинство крайне правых течений и выступить единым избирательным блоком с Объединением в поддержку республики (Rassemblement pour la République, RPR). И хотя многие члены партии решили покинуть её и непосредственно присоединиться к RPR или Союзу за французскую демократию (Union pour la Démocratie Française, UDF), на парламентских выборах 1986 года FN удалось получить 35 мест, набрав 10% голосов.
Некоторые радикально настроенные представители «национально-революционного» течения вышли из FN и основали свои мелкие партии: Партия новых сил (Parti des forces nouvelles, PFN), Французская и европейская националистическая партия (Parti nationaliste français et européen, PNFE). С другой стороны, бывшие лидеры «Запада» Ален Мадлен и Жерар Лонге примкнули к либеральному движению и поддержали Валери Жискар д'Эстена; Ален Робер, участник уличных нападений, организовывал охрану Жискара.
Во времена Пятой республики также появилась влиятельная группа интеллектуалов, которые именовали себя «новые правые» и группировались вокруг аналитического центра во главе с Аленом де Бенуа. Новые правые, несмотря на приверженность к крайне правым политическим учениям, выделялись на фоне своих предшественников проевропейской линией.

### Отношения политических организаций «третьей позиции» с Национальным фронтом
Марк Фредериксен, активист из французского Алжира, создал в апреле 1966 года неонацистскую группу под названием «Федерация национального и европейского действия» (Fédération d'action nationaliste et européenne, FANE). В неё входили не более одной сотни активистов, самыми известными из которых были Люк Мишель, ныне лидер Европейской национал-коммунитаристской партии (Parti communautaire national-européen), Жак Бастид, Мишель Фаси, Мишель Кенье и Анри-Робер Пети ― журналист и коллаборационист, руководивший при режиме Виши газетой Le Pilori. FANE поддерживала контакты с британской группой «Лига Святого Георгия» (League of Saint George).
В 1974 году Фредериксен вошёл в Национальный фронт Жан-Мари Ле Пена, который в те годы в значительной степени группировался вокруг Революционных националистических групп Франсуа Дюпра и Алена Рено, представлявших национал-революционное крыло FN.
В 1978 году неонацистские члены GNR-FANE снова порвали с FN. Вместе с ними из FN ушли и многие представители молодёжного крыла партии, Национального фронта молодёжи (Front National de la Jeunesse). С другой стороны, активисты GNR, близкие к третьей позиции (Жак Бастид и Патрик Горр), присоединились к Жан-Жилю Мальяракису, чтобы основать 11 февраля 1979 года Революционное националистическое движение (Mouvement nationaliste révolutionnaire).
После этого краткого пребывания в Национальном фронте Марк Фредриксен в июле 1980 года создал «Союз европейских националистов» (Faisceaux nationalistes européens, FANE). В конечном итоге организация слилась с «Национальным и социальным этническим движением» (Mouvement national et social ethniste) в 1987 году, а затем и с Французской и европейской националистической партией (Parti nationaliste français et européen) в январе 1994 года, в которую также вошли бывшие члены Национального фронта.
Группа Фредриксена, распущенная сначала в сентябре 1980 года правительством Раймона Барра, была воссоздана и снова распущена в 1985 г. правительством Лорана Фабиуса. В 1987 году она было распущено в третий раз правительством Жака Ширака по обвинению в организации «насильственных демонстраций, которые ставили своей целью установление нового нацистского режима», а также на основании «подстрекательства к расовой дискриминации».

### «Новые правые» Алена де Бенуа и «Клуб часов»
В 1980-х годах Ален де Бенуа стал главным теоретиком движения «новых правых» (Nouvelle Droite). В 1968 году он основал аналитический центр GRECE, некоторые из экспертов которого в 1974 году учредили другой мозговой центр ― «Клуб часов» (Club de l'Horloge). Де Бенуа и его соратники придерживались этнического национализма и выступали за возрождение традиционной европейской культуры, в том числе обращаясь к язычеству. В 1980-х GRECE покинули такие крупные интеллектуалы, такие как Пьер Виаль, который позже присоединился к FN, или Гийом Фай, который покинул организацию вместе с некоторыми другими соратниками в 1986 году. В 2006 году Фай принял участие в конференции в США, организованной журналов белых сепаратистов American Renaissance, издаваемого New Century Foundation.
Ален де Бенуа время от времени писал статьи для британского рецензируемого научного журнала Mankind Quarterly, авторы которого пишут статьи о биологии и антропологии. Журнал ассоциирован с аналитическим центром Pioneer Fund, возглавляемым Дж. Филиппом Раштоном, автором книги «Раса, эволюция и поведение» (1995), в которой автор придает безусловно важное значение биологической составляющей для понимания сути расовых различий; сам журнал имеет дурную репутацию из-за обвинений в расизме. GRECE и Pioneer Fund активно участвуют в дебатах о расе и интеллекте, и утверждают что отдельным этническими группами присущи свои уровни интеллекта.
Club de l'horloge был основан Анри де Лескеном, бывшим членом консервативной партии «Объединение в поддержку республики», которую он покинул в 1984 году. Другие члены Club de l'horloge, такие как Бруно Мегре, позже присоединились к FN после непродолжительного пребывания в RPR.

### Подъём Национального фронта в 1980-е годы
В течение 1980-х Национальному фронту удалось собрать под руководством Жана-Мари Ле Пена большинство симпатий конкурирующих ультраправых течений Франции после череды расколов и союзов с другими второстепенными партиями на протяжении 1970-х годов.

#### Партия новых сил
Одна из таких партий ― Партия новых сил (Parti des forces nouvelles, PFN), образовалась в результате раскола в рядах Национального фронта в 1973 году. Во главе неё встали Аленом Робер и Франсуа Бриньо, который ещё ранее организовал Comité faire front, впоследствии влившийся в PFN.
PFN была сформирована в основном бывшими членами Нового порядка (Ordre nouveau, 1969―1973), которые отказались сливаться с FN при её учреждении в 1972 году. Новый порядок, распущенный министром внутренних дел Раймондом Марселлином в 1973 году, сам был преемником группы «Запад» (Occident, 1964–1968) и Группы защиты союза (GUD, Groupe union défense).
Все эти группы были близки к третьей позиции и придерживались «национально-революционной» ориентации. Впрочем, несмотря на определённую напряжённость в своих отношениях, они не рвали связи с FN полностью. Так, GUD совместно с Молодёжным фронтом публиковала сатирический ежемесячный выпуск «Альтернатива» (Alternative). Они также пытались налаживать связи с другими ультраправыми партиями в Европе: так, Новый порядок организовал союз «Отечество ради завтрашнего дня» (Une patrie pour demain) с Испанской Фалангой, Итальянским социальным движением и Национал-демократической партией Германии.
Европейскую солидарность проявляла и Партия новых сил, которая выступила единым блоком с Итальянским социальным движением, испанской «Новой силой» и бельгийской Партией новых сил на выборах в Европарламент в 1979 году. Партия новых сил, возглавляемая Жаном-Луи Тиксье-Виньянкуром, набрала 1,3% голосов. Этот провал на выборах побудил Ролана Гоше и Франсуа Бриньо выйти из партии и присоединиться к Национальному фронту Ле Пена.

#### Президентские выборы 1981 года
Очередной раскол в движении французских ультраправых произошёл перед президентскими выборами 1981 года. И Паскаль Гошон (PFN), и Ле Пен (FN) безуспешно пытались получить 500 подписей мэров, необходимых для того, чтобы баллотироваться в качестве кандидатов в президенты. В итоге на выборах победил Франсуа Миттеран от Социалистической партии, который во втором туре соперничал с Жаком Шираком, выступавшим от Объединения в поддержку республики (RPR).

#### Выборы 1983 года и рост популярности
Неуспех на выборах побудил ультраправых вновь задуматься об объединении. В 1983 году FN удалось совершить свой первый политический прорыв, победив в городе Дрё: Жан-Пьер Штирбуа получил 17% голосов в первом туре по муниципальному списку FN. Во втором туре он выступал совместным партийным списком с RPR Ширака (во главе списка стоял Жан Иио), что позволило правым претендовать на победу над представителями левых партий. Союз с крайне правыми поддержал сам Жак Ширак: по его мнению, он мог бы стать противовесом альянсу Социалистической и Коммунистической партии, которые тогда возглавляли правительство.
Первый электоральный успех был закреплён достойным выступлением на выборах в Европарламент 1984 года, когда FN получила 10% голосов. Два года спустя партия получила 35 депутатских мест (и почти 10% голосов) на парламентских выборах 1986 года в рамках коалиции «Национальное объединение» (Rassemblement national). Среди избранных был и монархист Жорж-Поль Вагнер .
Однако внутренние противоречия продолжали раскалывать крайне правых. После выборов 1986 года, которые привели Жака Ширака к власти в качестве премьер-министра, некоторые сторонники более жёсткой линии внутри FN отделились и образовали Французскую и Европейскую националистическую партию (PNFE, Parti Nationaliste Français et Européen) вместе с членами Федерации национального и европейского действия Марка Фредериксена. В 1990 трое бывших членов PNFE предстали перед судом по обвинению в осквернении еврейского кладбища в Карпентрасе. Члены PNFE также устроили теракт в Каннах и Ницце в 1988 году, направленный против иммигрантов-мусульман.

#### Раскол Мегре, результат Жан-Мари Ле Пена в 2002 году и последующее падение на выборах
Однако самый крупный раскол в FN был связан с Бруно Мегре. Он произошёл в 1999 году. Уведя за собой многих избранных представителей от FN и других крупных партийных чиновников, он учредил Национальное республиканское движение (Mouvement National Républicain, MNR). Впрочем, ввиду парламентских выборов 2007 года, он поддержал кандидатуру Ле Пена на президентских выборах того же года.
Во время этих их президентских выборов Жан-Мари Ле Пен только 10,4% голосов, что выглядело бледно по сравнению с его результатом в первом туре 2002 года, когда он получил 16,9% голосов, что позволило ему пройти во второй тур. Там он набрал 17,79% против 82,21% у Жака Ширака (Объединение в поддержку республики).
Набрав всего 1,85% во втором туре парламентских выборов 2002 года, FN не смогла получить ни одного места в Национальном собрании. На президентских выборах 2007 года Ле Пен занял четвёртое место после Николя Саркози, Сеголен Руаяль и Франсуа Байру. Филипп де Вилье, католический традиционалистский кандидат от Движения за Францию (особенно сильного в консервативном регионе Вандея), занял шестое место, получив 2,23% голосов.
Этот спад популярности FN продолжился и ко времени парламентских выборов 2007 года, когда партия получила лишь 0,08% голосов во втором туре и, следовательно, не получила ни одного депутатского мандата.

#### Национальный Фронт при Марин Ле Пен

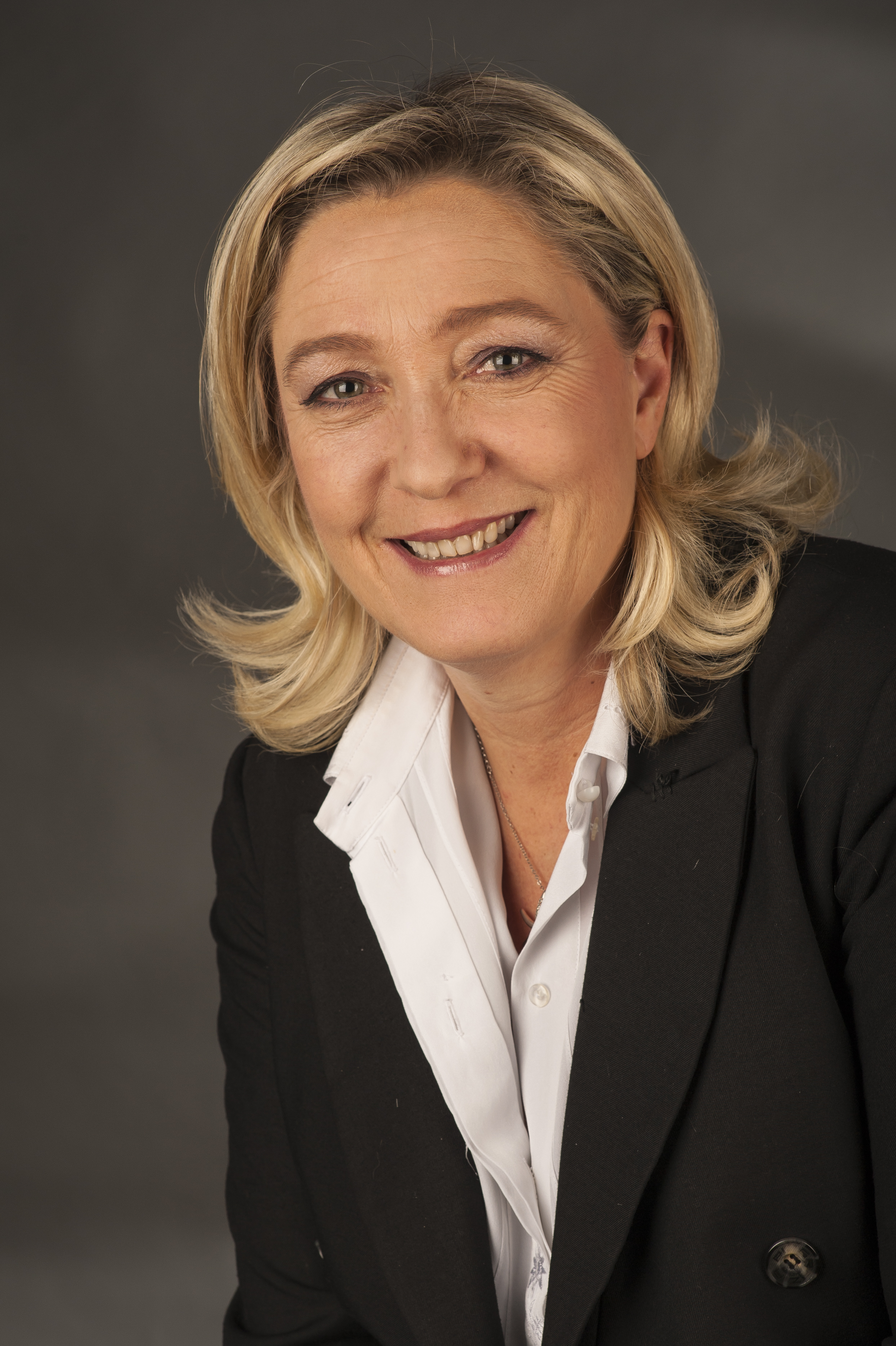
Марин Ле Пен сменила своего отца на посту лидера Национального фронта в 2011 году

Эти неудачи на выборах, которые резко контрастировали с высокими результатами, показанными на президентских выборах 2002 года, вылились для FN и в финансовые проблемы. Партийное руководство было вынуждена продать свою штаб-квартиру «Пакебо» в Сен-Клу. В 2008 году Ле Пен объявил, что больше не будет участвовать в президентских выборах, оставив место для борьбы за лидерство в FN между своей дочерью Марин Ле Пен, которой он отдавал личное предпочтение, и Бруно Голльннишем. Если Голльниш был осужден в январе 2007 года за отрицание Холокоста, то Марин Ле Пен пыталась следовать более прагматичной стратегии, стремясь придать FN более «респектабельный» имидж.

### Всплеск популярности FN в 2010-е
После избрания Марин Ле Пен лидером партии в 2011 году популярность FN стала быстро расти. Партия выиграла одержала победу в ряде районов на муниципальных выборах 2014 года; она же лучше всех прочих французских партий выступила на выборах в Европарламент в 2014 году, набрав 25% голосов. Партия заняла первое место на региональных выборах 2015 года, набрав рекордные 28% голосов. К 2015 году FN зарекомендовала себя в качестве одной из крупнейших х политических сил во Франции, став одновременно и самой популярной, и самой скандальной партией.
На президентских выборах 2012 года Ле Пен заняла третье место в первом туре, набрав 17,9%, что на тот момент было лучшим показателем для FN.
На президентских выборах 2017 года Ле Пен заняла второе место в первом туре, набрав 21,3% ― лучший результат за всю историю FN. Во втором туре она заняла второе место с 33,9% голосов, что опять-таки стало лучшим для партии результатом за всю историю её существования.
На президентских выборах 2022 года показатели Ле Пен возросли до 23,15 % голосов в первом туре и 41,46 % во втором.

### На английском
- Davies, Peter. The National Front in France. Ideology, Discourse and Power (Routledge, 1999)
- Fuller, Robert Lynn.  The Origins of the French Nationalist Movement, 1886-1914 (McFarland, 2012)
- Hainsworth, Paul. "The Extreme Right in France: From Pétain to Le Pen." Modern & Contemporary France (2012) 20#3 pp: 392-392. abstract
- Hutton, Patrick. "Popular Boulangism and the Advent of Mass Politics in France, 1886-90" Journal of Contemporary History (1976) 11#1 pp. 85–106 in JSTOR
- Irvine, William. The Boulanger Affair Reconsidered, Royalism, Boulangism, and the Origins of the Radical Right in France (Oxford University Press, 1989)
- Irvine, William D. French Conservatism in Crisis: The Republican Federation of France in the 1930s (1979).
- Kalman, Samuel, and Sean Kennedy, eds. The French Right Between the Wars: Political and Intellectual Movements From Conservatism to Fascism (Berghahn Books; 2014) 264 pages; scholars examine such topics as veterans and the extreme right, female right-wing militancy, and visions of masculinity in the natalist-familialist movement.
- Millington, Chris. A History of Fascism in France: From the First World War to the National Front (Bloomsbury, 2019) online review
- Passmore, Kevin. "The Historiography of 'Fascism' in France," French Historical Studies 37 (2014): 469-499
- Passmore, Kevin. The Right in France from the Third Republic to Vichy (Oxford University Press, 2013)
- Russo, Luana. "France: The historic victory of the Front National." in The European Parliament Elections of 2014 (2014): 181-88 online
- Shields, James. "Marine Le Pen and the ‘New’ FN: A Change of Style or of Substance?." Parliamentary affairs (2013) 66#1 pp: 179–196. abstract
- Weber, Eugen. L'Action Française, Royalism and Reaction in Twentieth-Century France (Stanford University Press, 1962)
- Winock, Michel. Nationalism, anti-semitism, and fascism in France (Stanford University Press, 1998)

### На французском
- Bertrand Joly, Nationalistes et Conservateurs en France, 1885-1902 (Les Indes Savantes, 2008)
- Winock, Michel (dir.), Histoire de l'extrême droite en France (1993)